# LT Андромеды
LT Андромеды (лат. LT Andromedae) — карликовая новая, двойная катаклизмическая переменная звезда типа U Близнецов (UG) в созвездии Андромеды на расстоянии приблизительно 2,52 млн световых лет (около 772 тыс. парсеков) от Солнца. Видимая звёздная величина звезды — от +19,5m до +18,1m.

## Характеристики
Первый компонент — аккрецирующий белый карлик.